# Plaimbois-du-Miroir
Plaimbois-du-Miroir – miejscowość i gmina we Francji, w regionie Burgundia-Franche-Comté, w departamencie Doubs.
Według danych na rok 1990 gminę zamieszkiwało 131 osób, a gęstość zaludnienia wynosiła 11 osób/km² (wśród 1786 gmin Franche-Comté Plaimbois-du-Miroir plasuje się na 612. miejscu pod względem liczby ludności, natomiast pod względem powierzchni na miejscu 336.).